# みはらし緑地

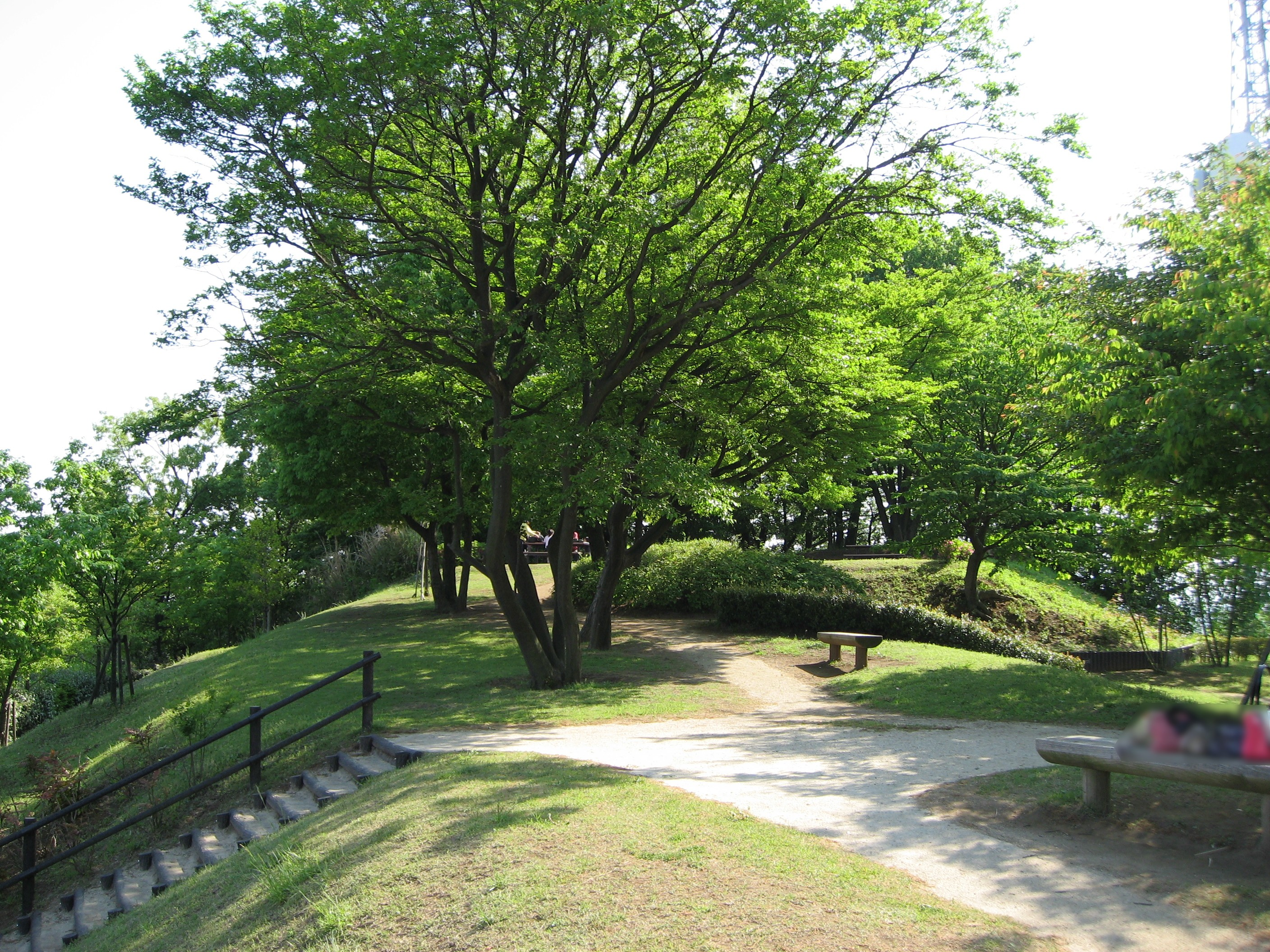
遊歩道とベンチ (2009年4月)

みはらし緑地（みはらしりょくち）は、東京都稲城市若葉台にある市立の公園。多摩市との境界線に接している。2004年（平成16年）に完成した。

## 概要
公園は、都道137号線に接している。都道137号線の歩道から公園に入ると、長いローラーすべり台が目に入る。テーブルがあったが、近隣に迷惑なバーベキューを行ったり、打ち上げ花火をする人がおり撤去された。公園は木が多く緑が豊かであり、その中を遊歩道が通っている。南側に行くにしたがって高くなっており、南端の小さな広場には木製のテーブルとベンチがあって、持参した軽食などを楽しむことができる。しかし、トイレも水場も無い。若葉台地区の住宅街とも、階段のある歩道でつながっている。
公園は周囲の土地より高く（標高約150m）丘のようになっているため、東側は稲城市の若葉台地区を見下ろすことができ、西側は多摩市を見下ろすことができる。北側は地形の関係から、南側は樹木に邪魔されて視界はあまり良くない。
なお、天気が良く空気の澄んだ日には、よみうりランドの観覧車や新宿副都心の高層建築物群、池袋のサンシャイン60、六本木ヒルズ、東京タワーなどの遠景を見渡すことができる。さらに、横浜みなとみらい地区のランドマークタワーや横浜ベイブリッジなども遠くに見ることが可能である。

## 設備
- ローラーすべり台
- テーブルと椅子

トイレ、水飲み場は設置されていない。

## 交通アクセス
- 京王電鉄相模原線若葉台駅から徒歩15分
- 小田急多摩線はるひ野駅から徒歩20分
- 京王電鉄・小田急電鉄永山駅から京王電鉄バス聖蹟桜ヶ丘駅行き（桜07）「連光寺」下車